# Biographical Memoirs of Fellows of the Royal Society
Biographical Memoirs of Fellows of the Royal Society é um periódico científico sobre história da ciência publicado anualmente pela Royal Society. Publica obituários de Membros da Royal Society. Foi estabelecido em 1932 como Obituary Notices of Fellows of the Royal Society e seu título atual foi estabelecido em 1955, com volumes renumerados a partir do número 1. Antes de 1932 os obituários foram publicados no Proceedings of the Royal Society.
As memórias são um significante registro histórico e cada uma inclui uma bibliografia completa de obras por assunto. As memórias são geralmente escritas por um cientista de uma geração posterior, normalmente um ex-aluno ou amigo próximo. Em muitos casos o autor é também um Membro da Royal Society. Biografias notáveis publicadas incluem Albert Einstein, Alan Turing, Bertrand Russell, Claude Shannon, Clement Attlee, Ernst Mayr, e Erwin Schrödinger.